# Yếu tố kết thúc phiên mã

Hình 1: Sơ đồ Rho ở nhân sơ.TRÊN: Rho-độc lập ở dạng kẹp tóc hình thành trên RNA vừa phiên, tương tác với NusA sẽ giải phóng Pol.
DƯỚI: Rho-phụ thuộc ở vị trí rut, liên kết với chuỗi kết thúc trên gen, chặn mRNA di chuyển.

Yếu tố kết thúc phiên mã là một tập hợp các cấu trúc làm cho quá trình phiên mã chấm dứt., 
Thuật ngữ này dịch từ nguyên gốc tiếng Anh "transcription terminator" (phiên âm Quốc tế: /ˌtrænˈskrɪpʃən ˈtɜrməˌneɪtər/), thường gọi tắt là "terminator" (yếu tố kết thúc) dùng để chỉ một cấu trúc hoặc một tập hợp phân tử chấm dứt quá trình tổng hợp RNA trên gen. Trong trường hợp gọi tắt, người ta có khi viết đủ hơn là "terminatot genetics" để phân biệt với yếu tố kết thúc (cũng gọi là terminato) ở các lĩnh vực khoa học khác.
- Về thực chất, đây là tập hợp các cấu trúc phân tử axit nuclêic và protein có khả năng cản trở enzym RNA-pôlymêraza (gọi tắt là Pol) không trượt tiếp được trên mạch khuôn mẫu của gen nữa; hoặc phức hợp phân tử chấm dứt hoạt động của Pol (RNA-pôlymêraza).
- Cấu trúc này ở sinh vật nhân thực và ở sinh vật nhân sơ khác nhau về nhiều chi tiết, nhưng đều có đặc điểm cơ bản giống nhau ở chỗ:

- Nó như cái "ba-ri-e" chắn đường đi của RNA-pôlymêraza. Ở trường hợp này, thì nó là một đoạn pôlynuclêôtit ngắn, nên cũng còn được gọi là chuỗi kết thúc (terminator sequence).
- Nó "giải thể" cấu trúc của Pol, nên Pol không hoạt động được nữa.
Xin đừng nhầm với mã kết thúc (stop codon) trên mRNA.

## Ở nhân sơ
Trong quá trình phiên mã ở vi khuẩn (nhân sơ), yếu tố kết thúc có tên gọi là Rho (phiên âm Quốc tế: /roʊ/), kí hiệu là ρ - lấy tên gọi của một chữ cái Hy Lạp (xem Rho). Có hai loại yếu tố kết thúc Rho - mỗi loại gọi là một lớp (class): lớp Rho-phụ thuộc và lớp Rho-độc lập.

### Rho-độc lập
- Rho-độc lập (Rho-independent) là loại Rho nội tại, nằm ngay trong RNA-pôlymêraza (Pol), tương tác với prôtêin NusA, có dạng như một chiếc "kẹp tóc" tý hon (sơ đồ trên cùng của hình 1). Về cơ bản, nó  bao gồm một hoặc nhiều đoạn giàu G≡C tạo thành kẹp tóc; phần còn lại là đoạn pôlyU bổ sung cho chuỗi pôlyA của mạch khuôn gen mà Pol (RNA-pôlymêraza) đang đọc, nên hình thành các liên kết hydro yếu. Do vậy, khi Pol đọc đến đây, chuỗi pôlyU của Rho liên kết bổ sung với đoạn pôlyA của gen, làm Pol bị chặn lại, buộc phải chấm dứt phiên mã. Trong trường hợp này, pôlyA là tín hiệu kết thúc (termination signal),[4] còn yếu tố Rho có chuỗi pôlyU là một thành phần của yếu tố kết thúc.
- Việc giải trình tự toàn bộ hệ gen của E. coli cho thấy hầu hết các operon đều có các điểm chấm dứt phiên mã kiểu Rho-độc lập này. Các trình tự chấm dứt này có hai đặc điểm đặc trưng: một chuỗi pôlyU và trước đó (đầu 5') là một vùng tự bổ sung giàu G≡C như trên đã trình bày (hình 2).[1]

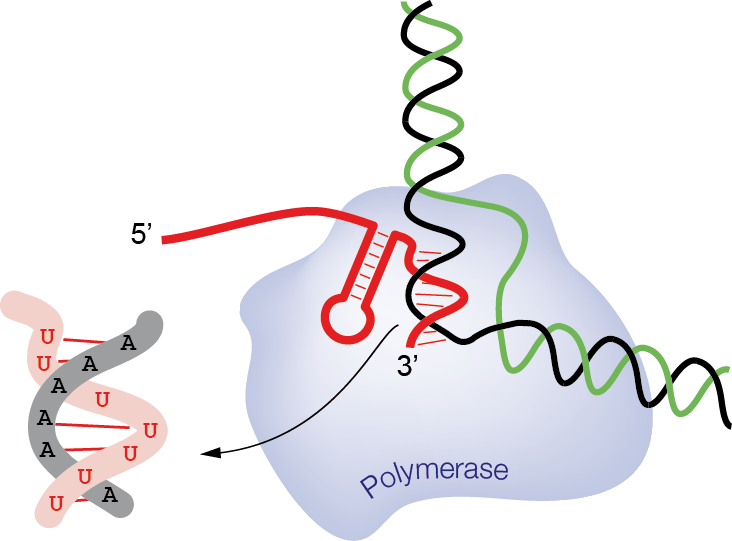
Hình 2: Yếu tố kết thúc phiên mã Rho-độc lập ở vi khuẩn. Tín hiệu pôlyA ở mạch khuôn gen (màu đen) kết hợp với pôlyU ở mRNA (màu đỏ) có "kẹp tóc" ngăn Pol (xanh mờ) trượt tiếp.

### Rho-phụ thuộc
- Rho-phụ thuộc (Rho-dependent) là prôtêin sẽ liên kết với vị trí chấm dứt phiên mã. Đây là một chuỗi ngắn 72 nuclêôtit sau khung đọc mở tại chuỗi trình tự giàu C / nghèo G. Ở Escherichia coli, nó có hình lục giác, khoảng ~ 274,6 kD do các tiểu đơn vị giống hệt nhau họp thành. Mỗi tiểu đơn vị có một miền liên kết RNA và một miền thủy phân ATP. Chức năng của nó thuộc họ helperase hexamer phụ thuộc ATP, hoạt động bằng cách "ôm" sợi axit nuclêic và chừa một khe hở duy nhất (hình 3).[5]
- Loại này lần đầu tiên được công nhận trong các nghiên cứu in vitro của phiên mã của λ-phage. Ngay sau khi bị lây nhiễm, các Pol của tế bào chủ phiên mã theo hướng ngược lại từ hai promoter của DNA λ là PL và PR, sinh ra hai chuỗi RNA ngắn và gây kết thúc tại các vị trí lần lượt là tL và tR, tương ứng. Tuy nhiên, khi DNA λ được phiên mã in vitro với Pol tinh khiết của E. coli, thì chuỗi được tạo từ PL và PR lại dài hơn hẳn, tới hàng ngàn nuclêôtit. Khi cho thêm một chiết xuất của các tế bào E. coli không bị lây nhiễm vào phản ứng sao chép với Pol tinh khiết, thì lại  dẫn đến sự hình thành hai chuỗi ngắn và rời rạc như ở các tế bào bị lây nhiễm. Như vậy, trong trường hợp không có một số yếu tố trong chiết xuất tế bào không bị nhiễm, thì sự phiên mã của DNA λ in vitro không chấm dứt tại cùng một vị trí như trong cơ thể. Bởi thế, protein chiết xuất từ  tế bào không bị nhiễm rõ ràng có trách nhiệm chấm dứt phiên mã và do đó gọi là Rho.[1]

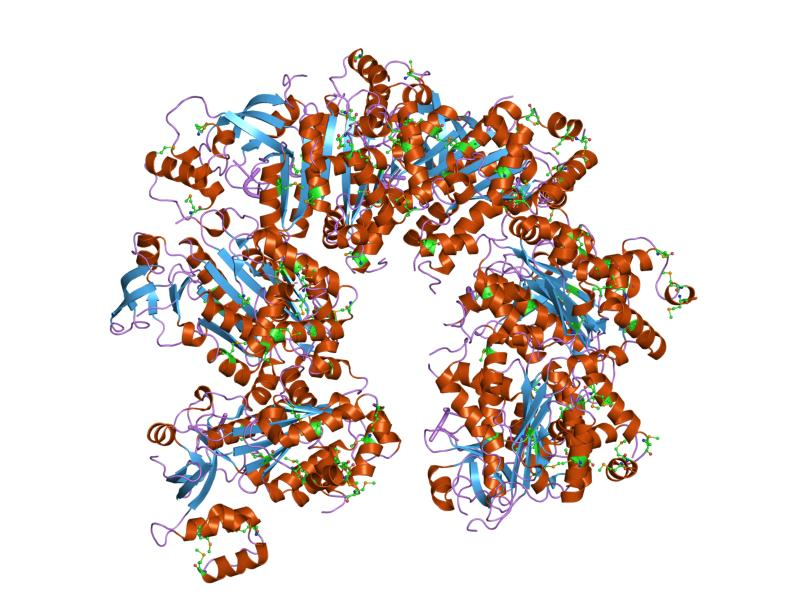
Hình 3: Mô hình đồ hoạ của Rho phụ thuộc.

## Ở nhân thực
Trong phiên mã nhân thực, tín hiệu kết thúc và yếu tố kết thúc phức tạp hơn nhiều. Quá trình kết thúc diễn ra được cho là terminator được nhận biết bởi các loại protein có liên quan với Pol II và kích hoạt quá trình chấm dứt. Hiện có 2 mô hình gọi mô hình torpedo và mô hình allosteric.

### Mô hình Torpedo
Sau khi mRNA sơ khai được tổng hợp và xuất hiện "đuôi" pôly-A, thì một đoạn còn lại vẫn liên kết với mạch mẫu DNA và Pol II, nên vẫn được phiên mã. Sau đó, một  exonuclease liên kết với đoạn RNA còn lại và cắt loại bỏ các nucleotide mới được phiên mã này, gây làm nó hiện tượng "thoái hóa" RNA ở đó. Exonuclease này ở người đã xác định là XRN2 (5'-3 'Exoribonuclease 2). Theo mô hình này, thì XRN2 làm thoái hoá đoạn RNA còn lại chưa được tách từ 5 'thành 3' cho đến khi nó tiến đến Pol II. Do đó, XRN2 "đẩy" Pol II khi di chuyển qua nó, gây chấm dứt phiên mã, đồng thời  trong khi cũng cắt nốt đoạn còn lại. Như vậy, XRN2 đóng vai trò của yếu tố kết thúc phiên mã.
Một nghiên cứu khác về phiên mã gen β -globin của người cho biết: mRNA sơ khai này (tức β-globin pre-mRNA) phải chịu một loạt các thay đổi  hóa trị trong quá trình tổng hợp của nó, trongh đó bị cắt tại vị trí CoTC, 5 ′ → 3 ′ gây suy thoái RNA. CoTC là một ribozyme, sự suy thoái 5 ′ → 3 của RNA hạ lưu được thực hiện bởi XRN2 nói trên và cả hai quá trình đóng vai trò kết thúc phiên mã.

### Mô hình Allosteric
- Mô hình này cho rằng kết thúc phiên mã xảy ra khi có sự thay đổi cấu trúc của mỗi tiểu đơn vị của Pol II, hoặc một số protein thiết yếu liên quan đến hoạt động của nó, nên nó không thực hiện được chức năng phiên mã nữa, buộc phải tách ra khỏi DNA khuôn mẫu từ sau chuỗi tín hiệu. Cũng theo mô hình này, thì hiện tượng trên xảy ra sau khi Pol II "mọc" đuôi pôly-A và đuôi này hoạt động như một tín hiệu đầu cuối.[7]
- Một số giả thuyết khác lại cho rằng có cơ chế hoạt động của kẹp tóc trong quá trình chấm dứt nội tại.[6]

* * *
Tóm lại, yếu tố kết thúc phiên mã có thể là một đoạn của axit nuclêic có cấu trúc gây cản trở, làm cho enzym RNA-pôlymêraza không trượt tiếp được trên mạch khuôn mẫu của gen nữa; hoặc nó là một hay nhiều phân tử tạo thành phức hợp làm RNA-pôlymêraza bị "giải tán".